# Torneo di Wimbledon 1992
Il Torneo di Wimbledon 1992 è stata la 106ª edizione del Torneo di Wimbledon e terza prova stagionale dello Slam per il 1992. Si è giocato sui campi in erba dell'All England Lawn Tennis and Croquet Club di Wimbledon a Londra in Gran Bretagna dal 22 giugno al 5 luglio 1992. Il torneo ha visto vincitore nel singolare maschile lo statunitense Andre Agassi 
che ha sconfitto in finale in 5 set il croato Goran Ivanišević col punteggio di 6(8)–7, 6–4, 6–4, 1–6, 6–4. Nel singolare femminile si è imposta la tedesca Steffi Graf che ha battuto in finale in 2 set la jugoslava Monica Seles.  Nel doppio maschile hanno trionfato John McEnroe e Michael Stich,  il doppio femminile è stato vinto dalla coppia formata da Gigi Fernández e Nataša Zvereva e nel doppio misto hanno vinto Larisa Neiland con Cyril Suk.

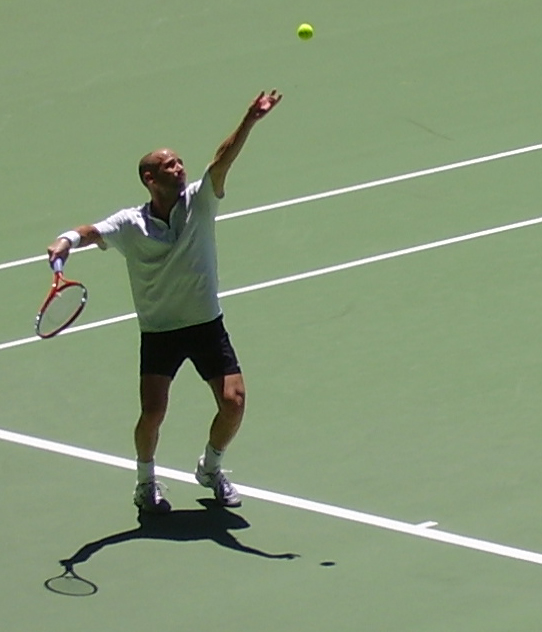
Andre Agassi al 1º titolo a Wimbledon

## Risultati

### Singolare maschile
Andre Agassi ha battuto in finale  Goran Ivanišević col punteggio di 6(8)–7, 6–4, 6–4, 1–6, 6–4

### Singolare femminile
Steffi Graf ha battuto in finale  Monica Seles col punteggio di 6–2, 6–1

### Doppio maschile
John McEnroe /  Michael Stich hanno battuto in finale  Jim Grabb /  Richey Reneberg col punteggio di 5–7, 7–6(5), 3–6, 7–6(5), 19–17

### Doppio femminile
Gigi Fernández /  Nataša Zvereva hanno battuto in finale  Larisa Neiland /  Jana Novotná col punteggio di 6–4, 6–1

### Doppio misto
Larisa Neiland /  Cyril Suk hanno battuto in finale  Miriam Oremans /  Jacco Eltingh col punteggio di 7–6(2), 6–2

## Junior

### Singolare ragazzi
David Škoch ha battuto in finale  Brian Dunn col punteggio di 6–4, 6–3

### Singolare ragazze
Chanda Rubin ha battuto in finale  Laurence Courtois col punteggio di 6–2, 7–5

### Doppio ragazzi
Steven Baldas /  Scott Draper hanno battuto in finale  Mahesh Bhupathi /  Nitin Kirtane col punteggio di 6–1, 4–6, 9–7

### Doppio ragazze
Maija Avotins /  Lisa McShea hanno battuto in finale  Pam Nelson /  Julie Steven col punteggio di 2–6, 6–4, 6–3